# 嚴僑
严僑（1920年1月1日—1974年7月），福建閩侯（今福建省福州市仓山区盖山镇阳岐村）人。北京大學首任校長严复之长孙，严琥之子，板橋林家林維讓之曾外孫，林熊祥之外甥兼女婿。曾为中國共產党地下黨员。

## 生平
在國共內戰中，經由華嚴夫婿葉明勳作保，離開中國大陸，於1950年8月到台湾。居住台中市北區育才街5号，在省立台中第一中學任教。喜歡喝酒，因為沒錢，只能喝公卖局出品的最劣质的米酒。李敖為其學生。
1953年，被檢舉他曾在大陸參加過讀書會，以匪諜罪名，於深夜被拘捕入獄。在嚴僑被捕同時，時任中華日報社長的葉明勳亦被請進警備總部連夜詢問。經辜、嚴兩家徹夜奔走，找尋認識的長官為葉作證，葉明勳才被釋放，1961年叶明勳将嚴僑保释出狱。1974年嚴僑因病去世。
2005年葉明勳隨著李敖拜訪中國大陸，中國共產黨官方追認嚴僑的地下黨員身份，追封為「烈士」。

## 家族
严复之长孙，严琥之子。母親為板橋林家林爾康之女林慕蘭，嚴倬雲與嚴停雲之兄。辜振甫、葉明勳為其妹夫。
妻為板橋林家女兒林倩，為舅舅林熊祥之女。共育有三子。